# Chart Attack
Chart Attack war eine deutschsprachige Musiksendung, die mit VIVA koproduziert und von Oktober 1996 bis Dezember 2000 im ZDF ausgestrahlt wurde. Die Sendung wurde durch Radio Regenbogen und später auch durch die Zeitschrift Pop Rocky unterstützt.

## Sendezeit
Am Anfang lief Chart Attack samstags von 10:45 bis 11:45 Uhr, manchmal auch länger. Ab 1998 lief die Sendung samstags von 11:30 bis 12:30 Uhr, nachdem die jeweils nächste Sendung zunächst immer im Programm der Vorwoche angekündigt wurde. Trotz verstärkter Programmhinweise schadete dies den Einschaltquoten nachweislich.

## Moderatoren
- 1996–1997: Kena Amoa
- 1997–2000: Mike Diehl
- 1998/1999: Dennis Wilms (Spezialausgaben mit Mike Diehl)
- 2000: Simone Hafa
- 2000: Kim Adler

Zwischenzeitlich vertrat Dennis Wilms Mike Diehl als Moderator.

## Programmablauf
Nach der Begrüßung der Zuschauer folgten zunächst einige Auftritte. Der erste galt einer Neuvorstellung; dabei war es unerheblich, ob dieser Act bereits in die Charts eingestiegen war oder nicht. Daraufhin folgte ein Report, zumeist ein Interview mit einem in Deutschland verweilenden Künstler an einer Sehenswürdigkeit.
Am Ende einer Sendung wurden die Media-Control-Top-Ten ausgestrahlt. Dabei bemühte sich die Redaktion immer darum, den Künstler an der Spitze für einen Liveauftritt zu verpflichten. Geschah dies nicht, wurde stattdessen das Musikvideo ausgestrahlt. War der die „Nummer 1“ singende Künstler bereits Gast der Sendung gewesen, so wurde vorzugsweise sein Auftritt in der Sendung ausgestrahlt.

## Aufzeichnungsorte
Kena Amoa moderierte Chart Attack aus der Mannheimer Diskothek „Broadway“. Mit der Übernahme Mike Diehls wurde die Sendung aus dem ZDF-Studio Phönixhalle in Mainz-Mombach aufgenommen.
Teilweise wurden die Sendungen außerhalb des Studios aufgenommen. Hierbei wurde entweder der Reportageteil (z. B. Musikfestival, Konzert) oder der Interviewteil (Einladung des Moderators zu Künstlern hinter die Kulissen, am Ferienort o. ä.) zum Leitthema einer Sendung gemacht. Für diese Sonderform bekam das Programm manchmal zusätzliche Sendezeit, vor allem in der Sommerpause.

## Einstellung der Sendung
Im Dezember 2000 wurde die Sendung eingestellt. Grund waren die zu schlechten Einschaltquoten im Vergleich zu anderen Musiksendungen. Zusätzlich konnte das ZDF im Laufe der Zeit immer weniger Acts verpflichten, da diese verstärkt bei Musiksendungen auf Privatsendern auftreten wollten, vor allem bei Top of the Pops und Bravo TV (damals auf RTL II).